# Tarō Gomi
Tarō Gomi (jap. 五味 太郎 Gomi Tarō; ur. 20 sierpnia 1945 w Chōfu) – jeden z najpopularniejszych japońskich ilustratorów i pisarzy książek dla dzieci.
Wydał ponad 300 książek w Japonii, a jego prace były przetłumaczone na inne języki. Jest absolwentem Kuwazawa Design School w Tokio.
Książki wydane w języku angielskim to:
- Everyone Poops
- Santa Through the Window
- Where's the Fish?
- The Crocodile and the Dentist